# Eddie Lawson
Eddie Lawson, ameriški motociklist, * 11. marec 1958, Upland, Kalifornija.
Lawson je osvojil štiri naslove svetovnega prvaka Grand Prix.